# Danie Coetzee
Daniel Coetzee, detto Danie (Harrismith, 2 settembre 1977), è un ex rugbista a 15 sudafricano, tallonatore di Bulls e London Irish.

## Biografia
Professionista nei Bulls in Super Rugby, Coetzee esordì in Nazionale sudafricana nel 2002 a Pretoria contro Samoa; l'anno seguente fece parte della selezione che prese parte alla Coppa del Mondo di rugby 2003 in Australia.
Nel 2005 si trasferì in Inghilterra ai London Irish.
Nel luglio 2006 disputò il suo ultimo incontro internazionale poi, essendo espatriato in Europa, non fu più preso in considerazione per i successivi impegni del Sudafrica; dopo un rinnovo nel 2009 rimase al London Irish per la stagione 2009-10, al termine della quale annunciò il suo ritiro dal rugby.